# San Bernardino Tlaxcalancingo
San Bernardino Tlaxcalancingo – miasto w Meksyku, w stanie Puebla.